# Angela James
Angela James, född 22 december 1964 i Toronto, Ontario, är en kanadensisk före detta ishockeyforward. James var Kanadas mest dominerande spelare under 1970- och 1980-talen, och kallades "damhockeyns Wayne Gretzky". Hon gjorde 34 poäng på 20 matcher i de fyra första VM-turneringarna, 1990, 1992, 1994 och 1997.
Den 22 juni 2010 valdes James, tillsammans med Cammi Granato och Dino Ciccarelli, in i Hockey Hall of Fame. James och Granato är de första kvinnorna någonsin att väljas in i Hall of Fame.